# Jan Mieloch
Jan Mieloch (ur. 3 czerwca 1930 w Borgowie, zm. 30 września 2018 w Warszawie) – polski polityk, poseł na Sejm PRL IX kadencji.

## Życiorys
Syn Stanisława i Marianny. W 1951 ukończył Liceum i Gimnazjum Ogólnokształcące w Śremie. W 1967 uzyskał tytuł zawodowy magistra ekonomii. Pracował m.in. jako dyrektor naczelny Zjednoczonych Zespołów Gospodarczych „Pax”. Zasiadał w prezydium Stowarzyszenia „Pax”, był też sekretarzem oddziału wojewódzkiego tej organizacji w Szczecinie. W latach 1985–1989 pełnił mandat posła na Sejm PRL IX kadencji w okręgu Siedlce z ramienia „Pax”, zasiadając w Komisji Planu Gospodarczego, Budżetu i Finansów, Komisji Rynku Wewnętrznego i Usług, Komisji Nadzwyczajnej do rozpatrzenia projektów ustaw związanych z realizacją drugiego etapu reformy gospodarczej oraz w Komisji Nadzwyczajnej do kontroli wdrażania programu realizacyjnego drugiego etapu reformy gospodarczej. W wyborach w 1989 bez powodzenia ubiegał się o reelekcję z listy krajowej. 